# Cessange
Cessange (Luxemburgs: Zéisseng, Duits: Zessingen) is een voormalig dorp en een stadsdeel van Luxemburg in het zuidwesten van de stad.

## Geografie
Cessange is een van de meer landelijke stadsdelen. Met 568 ha neemt Cessange 14% van de oppervlakte van de gemeente voor zijn rekening en is hiermee een van de grotere stadsdelen. Cessange grenst aan de stadsdelen Merl, Hollerich en Gasperich. Een groot gedeelte van het stadsdeel is bouwland. Verder lopen de snelwegen A6 en A4 erdoorheen en kruisen elkaar in het naar Cessange genoemde Croix de Cessange. Het voormalige dorp bevindt zich in het uiterste noordoosten van het stadsdeel en is aan de stad vastgegroeid. Toch heeft Cessange veel van zijn dorpse kenmerken behouden, wellicht mede omdat het nog steeds door een verhoogde spoorweg en de verkeersweg Route d'Esch enigszins van de stad wordt afgescheiden. Verder wordt Cessange door de Zéissengerbaach (Cessangerbeek) doorkruist, een beek die een zijrivier van de Pétrusse vormt. De loop van de beek is grotendeels gekanaliseerd en omgeven door een park. Het laagste punt van het stadsdeel ligt 265 meter boven zeeniveau en is het punt waar de Zéissengerbaach de wijk verlaat, bij de (verhoogde) spoorlijn. Het hoogste punt is de watertoren op de Kuelebierg (Kohlenberg) met 306.9 meter boven zeeniveau.

## Voorzieningen
Cessange bezit een lagere school, een kleuterspeelzaal, een naschoolse kinderopvang ('Foyer Scolaire'), een (rooms-katholieke) kerk en een cultuur- en activiteitencentrum. Verder bevindt zich enigszins buiten de bebouwde kom het sportcentrum Boy Konen, genoemd naar wijlen René Konen, voormalig minister van Infrastructuur, die de bijnaam 'Boy' had. Het bedrijven- en winkelaanbod is overigens niet groot. Voor de meeste voorzieningen zijn de bewoners derhalve op Luxemburg-stad aangewezen. Opmerkelijk en samenhangend met het landelijke karakter van Cessange is dat er, in tegenstelling tot vrijwel alle andere stadsdelen, vrijwel geen dienstverleners in de financiële sector gevestigd zijn. Ook (grote) supermarkten ontbreken. Hierdoor kent Cessange nauwelijks de verkeersdrukte die de andere stadsdelen van Luxemburg plaagt.
In 2009 zijn plannen bekendgemaakt voor de aanleg van een nieuw station (Gare Zéisseng/Gare périphérique Cessange), dat 150 miljoen euro zal kosten en in 2020 klaar moet zijn. Dit station zou worden aangedaan door treinen tussen Luxemburg-stad en Pétange.

## Geschiedenis
In 1083 is Cessange voor het eerst genoemd. Cessange bestond al als een apart dorp, behorend tot de gemeente Hollerich. Wel was men voor veel voorzieningen grotendeels op Hollerich aangewezen. In 1920 werd Hollerich, en daarmee ook Cessange, door Luxemburg-stad geannexeerd. Nog steeds doet Cessange in veel opzichten meer aan een dorp dan aan een stadswijk denken.

## Bevolking
In 2011 telde Cessange 2.546 bewoners, waarvan 50.46% met de Luxemburgse nationaliteit. Dit is verhoudingsgewijs meer dan het stadsgemiddelde (40%).
| Positie | Nationaliteit           | Aantal |
| ------- | ----------------------- | ------ |
| 1       | Luxemburgers            | 1.274  |
| 2       | Fransen                 | 369    |
| 3       | Portugezen              | 254    |
| 4       | Italianen               | 113    |
| 5       | Belgen                  | 105    |
| 6       | Duitsers                | 77     |
| 7       | Britten                 | 42     |
| 8       | Nederlanders            | 23     |
| 9       | Amerikanen              | 21     |
| 10      | Spanjaarden             | 19     |
| 11      | Denen                   | 16     |
| 12      | Finnen                  | 14     |
| 13      | Roemenen                | 14     |
| 14      | Polen                   | 13     |
| 15      | Japanners               | 12     |
|         | Overige nationaliteiten | 180    |

Beggen · Belair · Bonnevoie-Nord-Verlorenkost · Bonnevoie-Sud · Cents · Cessange · Clausen · Dommeldange · Eich · Gare · Gasperich · Grund · Hamm · Hollerich · Kirchberg · Limpertsberg · Merl · Muhlenbach · Neudorf-Weimershof · Pfaffenthal · Pulvermühl · Rollingergrund-Belair Nord · Ville-Haute (Bovenstad, centrum) · Weimerskirch